# Яго (Отелло)
Яго (англ. Iago) — персонаж и главный антагонист трагедии Уильяма Шекспира «Отелло», впервые поставленной на сцене в 1604 году, подчинённый Отелло и муж Эмилии. Из ненависти к своему командиру и зависти к Кассио Яго губит жену Отелло Дездемону, что приводит к гибели главного героя. Его прототип Прапорщик появляется в новелле Чинцио Джиральди «Венецианский мавр» из сборника «Экатоммити» (1566). Яго стал героем множества экранизаций пьесы. Исследователи считают его одним из самых эффектных персонажей-злодеев в мировой литературе.

## Роль в сюжете
«Венецианский мавр»
В новелле Чинцио Джиральди «Венецианский мавр» из сборника «Экатоммити» («Сто рассказов», 1566) появляется персонаж Прапорщик, «человек приятнейшей наружности, но самой порочной натуры, какая только может быть на свете». «Красивыми и громкими словами», по словам Джиральди, он «так прикрывал свою низость, что казался подобием Гектора или Ахилла». Служа в армии Венецианской республики, Прапорщик последовал на Кипр за своим командиром Мавром, который высоко его ценил. Позже герой влюбился в жену Мавра Диздемону, но был отвергнут. Тогда он решил отомстить Диздемоне и своему предполагаемому сопернику Капитану, внушив Мавру, что эти двое — любовники. По приказу Мавра Прапорщик напал на Капитана и тяжело ранил его в ногу, а потом убил Диздемону с помощью чулка с песком.
Впоследствии Мавр возненавидел Прапорщика. Тот, чтобы отомстить, обвинил его в убийстве жены и нападении на Капитана; Мавр был арестован, ни в чём не признался и был приговорён к пожизненному изгнанию. Прапорщик позже выдвинул против одного из своих сослуживцев ложное обвинение в подготовке убийства, из-за этого подвергся пытке и вскоре умер. «Так Бог отомстил за невинность Диздемоны», — пишет Джиральди.
«Отелло»
Уильям Шекспир почерпнул из новеллы Джиральди сюжетный материал для трагедии «Отелло», впервые поставленной на сцене в 1604 году. Он сохранил основную событийную канву, но существенно изменил и обогатил образы главных героев. Прапорщик получил имя Яго. Это 28-летний опытный военный, поручик, по-видимому, выслужившийся из рядовых и живущий только на жалованье. До начала действия пьесы он сражался с османами на Кипре и на Родосе, однажды побывал в Англии. Яго рассчитывал, что военачальник-мавр Отелло назначит его своим заместителем (лейтенантом), и получил рекомендации трёх знатных венецианцев, но тот выбрал Кассио. Поэтому в первых сценах Яго рассказывает о своей ненависти к Отелло и о намерении ему отомстить. Дополнительным мотивом становится подозрение героя, что его жена Эмилия изменяла ему с мавром.
Яго решает убедить Отелло в том, что его супруга Дездемона сделала Кассио своим любовником. Для этого он использует влюблённого в Дездемону Родриго: последний провоцирует конфликт, лейтенант отрешается от должности и по совету Яго обращается за помощью к Дездемоне, а та просит за него Отелло. Яго рассказывает мавру, что это участие объясняется любовной связью. Позже поручик подбрасывает Кассио платок Дездемоны, первый подарок мужа, украденный Эмилией; Отелло, таким образом, получает ещё одно доказательство неверности жены. Наконец, Яго заводит с Кассио разговор о женщинах, спрятав мавра, чтобы тот всё услышал. Лейтенант со смехом рассказывает о влюблённой в него куртизанке Бианке, не называя имя, а Отелло решает, что речь идёт о Дездемоне.
Охваченный ревностью, Отелло приказывает Яго убить Кассио, а сам убивает Дездемону. Поручик принуждает Родриго напасть на Кассио, но последний в итоге остаётся жив, а раненному Родриго наносит смертельный удар сам Яго. Эмилия, которая только теперь поняла замысел мужа, обличает его в присутствии Отелло, Грациано (дяди Дездемоны) и киприота Монтано. Яго убивает жену и пытается бежать, но его арестовывают. В этот момент выясняется, что у Родриго найдено письмо к Отелло, полностью изобличающее поручика. Отелло пытается убить Яго, ранит его и закалывается. В финале Яго отказывается говорить, а родственник Дездемоны Лодовико обещает ему самые страшные пытки.

## Оценки образа
Яго изображён Шекспиром как явный злодей (литературоведы в связи с этим отмечают, что он носит испанское имя, а Испания в шекспировскую эпоху считалась заклятым врагом Англии). Зритель с самого начала знает о чёрных замыслах Яго, тогда как другие герои считают поручика человеком добродушным и открытым (чаще всего звучит эпитет «честный»). Здесь заключён особый эффект: «все без исключения моральные характеристики, которые дают Яго другие действующие лица, служат ироническими указаниями на то, что правда состоит в противоположном», — написал шекспировед Б. Спивак.
Отличительными чертами Яго специалисты называют трезвый ум, наблюдательность, благодаря которой он прекрасно разбирается в людях и умеет манипулировать ими, умение скрывать свою подлинную сущность под личиной. Этому персонажу удаётся использовать лучшие качества своих врагов, чтобы одержать над ними победу. Литературовед Ю. Шведов констатирует, что Яго — человек незаурядный, хотя и называет в числе его главных качеств трусость. Долгое время в Яго видели символ зла, олицетворение дьявола; от таких оценок давно отказались, но персонаж по-прежнему считается «одним из самых выдающихся злодеев в мировой литературе».

## В спектаклях и экранизациях
Первым из актёров Яго сыграл, по-видимому, Роберт Армин.
Яго появляется в многочисленных экранизациях «Отелло»:
- «Отелло[итал.]», США, 1908, режиссёр Уильям Рэноус, в роли Яго Гектор Дион[англ.];
- «Отелло[итал.]», Италия, 1909, режиссёры Уго Фалена[итал.] и Джероламо Ло Салвио[итал.], в роли Яго Цезаре Дондине;
- «Отелло[итал.]», Италия, 1914, режиссёр Арриго Фруста[итал.], в роли Яго Рикардо Толентино[итал.];
- «Отелло[нем.]», Германия, 1922, режиссёр Дмитрий Буховецкий, в роли Яго Вернер Краус;
- «Отелло», Великобритания, 1937 (ТВ), в роли Яго Генри Оскар[англ.];
- «Отелло», Великобритания, 1946, режиссёр Дэвид Макейн, в роли Яго Себастьян Кабот[англ.];
- «Отелло» (эпизод телесериала Театр воскресным вечером[англ.]), Великобритания, 1950, режиссёр Кевин Шелдон, в роли Яго Стивен Мюррэй;
- «Отелло» (сериал Шедевры театра[англ.]), США, 1950, режиссёр Делберт Манн, в роли Яго Альфред Райдер[англ.];
- «Павана мавра», США, 1951 (фильм-балет), режиссёр Уолтер Стрейт, в роли Яго Лукас Ховинг[англ.];
- «Отелло», 1952, режиссёр Орсон Уэллс, в роли Яго Майкл Мак Лиаммойр;
- «Отелло», Бразилия, 1952 (эпизод сериала ТВ Авангард[порт.]), режиссёр Дионисио Азеведу[порт.], в роли Яго Лима Дуарте;
- «Отелло[фр.]», Канада, 1953 (эпизод сериала Театр General Motors[англ.]), режиссёр Дэвид Грин, в роли Яго Джозеф Фюрст[англ.];
- «Отелло» (эпизод телесериала Телевизионный театр Филко[англ.]), США, 1953, режиссёр Делберт Манн, в роли Яго Уолтер Маттау;
- «Отелло», 1955, телефильм Тони Ричардсона, в роли Яго Пол Роджерс;
- «Отелло», 1955, режиссёр Сергей Юткевич, в роли Яго Андрей Попов;
- «Павана мавра: мера эмоций», Канада, 1955 (фильм-балет), режиссёр Харви Харт[англ.], в роли Яго Лукас Ховинг[англ.];
- «Отелло» Германия (ФРГ) (ТВ), 1958, режиссёр Франц Йозеф Вильд[нем.], в роли Яго Говард Вернон[нем.];
- «Венецианский мавр», 1960, фильм-балет режиссёра Вахтанга Чабукиани, в роли Яго Зураб Кикалейшвили;
- «Отелло», Франция, 1962 (ТВ), режиссёр Клод Барма[фр.], в роли Яго Жан Топар[фр.];
- «Отелло», 1965, режиссёр Стюарт Бердж, в роли Яго Фрэнк Финлей;
- «Отелло», Великобритания, 1967 (эпизод телесериала «Конфликт»), режиссёр Джордж Мор О’Ферролл[англ.], в роли Яго Ричард Карпентер[англ.];
- «Отелло» Германия (ФРГ) (ТВ), 1968, режиссёр Франц Петер Вирт[нем.], в роли Яго Штефан Виггер[нем.];
- «Облака — что это?», Италия, 1968 (эпизод телеальманаха «Каприз по-итальянски»), режиссёр Пьер Паоло Пазолини, в роли Яго Тото;
- «Отелло[нидерл.]» Бельгия (ТВ), 1969, режиссёры Мауриц Балфурт[нидерл.] и Лод Хендрикс, в роли Яго Сенне Руффар[нидерл.];
- «Отелло», Португалия, 1969 (ТВ), режиссёр Педру Мартинш, в роли Яго Паулу Ренату[порт.];
- «Отелло», Испания, 1972 (ТВ), режиссёр Густаво Перез Пуг![исп.], в роли Яго Фернандо Гильен[исп.];
- «Поймай мою душу![англ.]», США, 1974, мюзикл (современная адаптация пьесы), режиссёр Патрик Макгуэн, в роли Яго Лэнс ЛеГолт[англ.];
- «Отелло[фр.]», Франция, 1979 (ТВ), режиссёр Ив-Андре Юбер[фр.], в роли Яго Мишель Дюшоссуа;
- «Отелло» США, 1979 (видео), режиссёр Джозеф Папп[англ.], в роли Яго Ричард Дрейфусс;
- «Отелло[англ.]», США, 1980 год, режиссёр — Лиз Уайт[англ.], в роли Яго Ричард Диксон;
- «Отелло[англ.]», Великобритания (ТВ), 1981, режиссёр Джонатан Миллер, в роли Яго Боб Хоскинс;
- «Отелло», США, 1981, режиссёр Франклин Милтон[англ.], в роли Яго Рон Муди;
- «Отелло», Испания-Франция, 1982, режиссёр Макс Э. Булуа[фр.], в роли Яго Тони Кёртис;
- «Отелло» Италия, 1985 (ТВ), режиссёр Карло Заго, в роли Яго Томас Арана;
- «Отелло» США, 1989, режиссёр Тед Ланж, в роли Яго Хоторн Джеймс[англ.];
- «Отелло[англ.]», Великобритания, 1990 (ТВ), режиссёр Тревор Нанн, в роли Яго Иэн Маккеллен;
- «Отелло, венецианский мавр», Австрия, 1991 (ТВ), режиссёры Джордж Табори и Райнер С. Эке, в роли Яго Игнац Кирхнер[нем.];
- «Отелло», 1995, режиссёр Оливер Паркер, в роли Яго Кеннет Брана;
- «Отелло[англ.]» Великобритания, США, Канада (ТВ), 2001, режиссёр Джеффри Сакс, в роли Бена Яго Кристофер Экк6лстон;
- «Отелло» Германия, 2003 (ТВ), в роли Яго Вольфганг Преглер[нем.];
- "Отелло" Великобритания (видео), 2008, режиссёр Уилсон Милам[англ.], в роли Яго Тим Макиннерни;
- "Яго[итал.]" Италия, режиссёр Вольфанго Де Биази[итал.], в роли Яго Николас Вапоридис;
- «Отелло», Великобритания, 2013, режиссёры Николас Хайтнер и Робин Лок, в роли Яго Рори Киннир;
- «Отелло», Великобритания, 2015, режиссёры Икбаль Хан и Робин Лок, в роли Яго Лусиан Исамати.